# Oreocnemis
Oreocnemis là một chi chuồn chuồn kim thuộc họ Platycnemididae. Chi này có các loài sau:
- Oreocnemis phoenix